# Амбісексуальність
Амбісексуа́льність (від лат. ambo — обидва і лат. sexus — стать) — сексуальна поведінка людей, що байдужі до статі своїх партнерів, які ніколи не вступають у міцні зв'язки та мають досить часті сексуальні контакти з людьми обох статей. При цьому особистість або фізична привабливість потенційного партнера майже не впливає на їхній вибір. Цей термін схожий за визначенням з «асексуальністю». «Амбісексуальність» вживають для позначення одягу, який вважається унісекс.
«Амбісексуальність» також вважають застарілим терміном, через те, що він має схоже визначення з терміном бісексуальність, який є більш вживаним та популяризованим.